# Dirk Marcellis
Dirk Antoon Nico Marcellis (Horst aan de Maas, Países Bajos, 13 de abril de 1988) es un exfutbolista neerlandés que jugaba de defensa central o lateral derecho. Actualmente trabaja en las divisiones juveniles del Feyenoord de Rotterdam.
Se retiró en 2018 debido a problemas físicos.

## Biografía
Marcellis, defensa central, empezó su carrera futbolística en las categorías inferiores del VVV-Venlo. En 1998 fichó por el PSV Eindhoven, con el que siguió su carrera en la cantera. Tras subir al primer equipo en 2006, se proclamó campeón de liga en 2008. También ganó una Supercopa de los Países Bajos. Hizo su debut en la Liga de Campeones de la UEFA el 11 de abril de 2007 en un partido contra el Liverpool FC, aunque el debut no fue brillante, ya que el árbitro le sacó una tarjeta roja. 

## Selección nacional

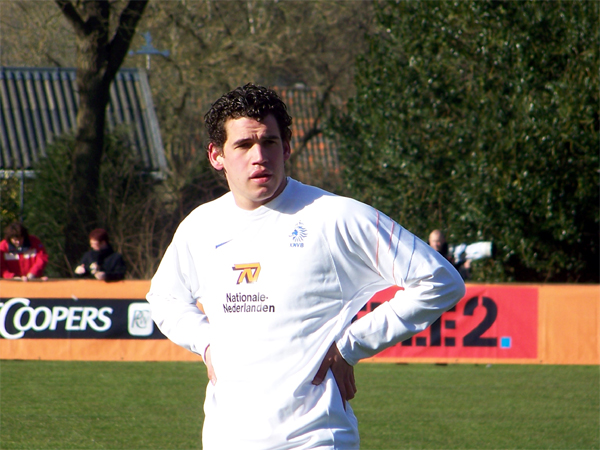
Marcellis con la selección neérlandesa sub-21 en 2008

Fue internacional con la selección de fútbol de los Países Bajos en tres ocasiones. Participó en los Juegos Olímpicos de Pekín 2008 en el Torneo masculino de fútbol, donde su selección llegó a cuartos de final. Marcellis jugó como titular todos los encuentros de la competición.

### Participaciones en Juegos Olímpicos
| Juegos Olímpicos               | Año  | Sede  | Resultado        |
| ------------------------------ | ---- | ----- | ---------------- |
| Juegos Olímpicos de Pekín 2008 | 2008 | Pekín | Cuartos de final |

## Clubes
| Club          | País         | Año       |
| ------------- | ------------ | --------- |
| PSV Eindhoven | Países Bajos | 2006-2010 |
| AZ Alkmaar    | Países Bajos | 2010-2014 |
| NAC Breda     | Países Bajos | 2015      |
| PEC Zwolle    | Países Bajos | 2015-2018 |

## Títulos
- 1 Ligas de los Países Bajos (PSV Eindhoven, 2008)
- 1 Supercopa de los Países Bajos (PSV Eindhoven, 2008)
- 1 Copa de los Países Bajos (AZ Alkmaar, 2013)